# DIALux
DIALux ist eine von der DIAL GmbH in Lüdenscheid entwickelte und vertriebene 3D-Grafiksoftware für Lichtplanung. Die Software wird vor allem von Lichtplanern, Beratern, Architekten, Lichttechnikern und Elektrikern zur Planung, Berechnung und Visualisierung von Licht für Innen- und Außenbereiche verwendet. Zahlreiche Hersteller von Lampen und Leuchten bieten für ihre Produkte Plug-ins an, die die Abstrahlcharakteristik in Dialux verfügbar machen. Über den Ray-Tracer POV-Ray lassen sich mit Dialux erstellte 3D-Modelle rendern.
Dialux unterstützt unter anderem die Lichtplanung von Sportstätten oder die Planung von Notbeleuchtung nach DIN EN 1838. Mit den neueren Versionen lassen sich zudem Energiebewertungen nach DIN V 18599 und EN 15193 durchführen, wie sie für Energieausweise benötigt werden. Ab Version 13.0 stellt DIALux evo Funktionen zur Berechnung von Störlicht bereit. Wie beispielsweise Porumb et al. zeigen, lässt sich Dialux darüber hinaus für Planungsaufgaben wie die Beleuchtung der optimalen Ausleuchtung von Kunstwerken in einer Galerie einsetzen.
Die Software ist über die Webseite des Herstellers kostenfrei erhältlich. Sie kam etwa bei der Lichtplanung für die Alte Pinakothek in München oder für das UNESCO-Weltkulturerbe Kaiserpfalz Goslar zum Einsatz.
DIAL hat zusammen mit dem Fraunhofer-Institut für Bauphysik (IBP) mehrere Verbundforschungsprojekte erfolgreich abgeschlossen. 
Die dadurch gewonnenen Erkenntnisse sollen Planern helfen, mit DIALux das volle Energiesparpotenzial bei ihren Beleuchtungsprojekten auszuschöpfen.

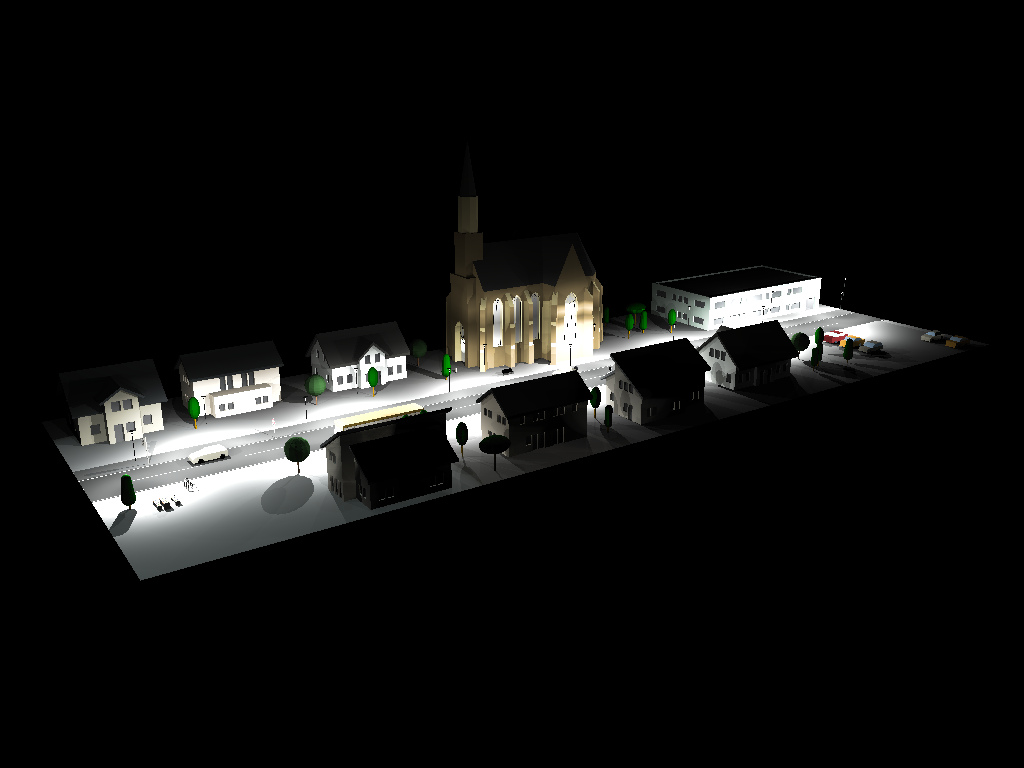
Mit DIALux erstelltes Beleuchtungsszenario (außen)
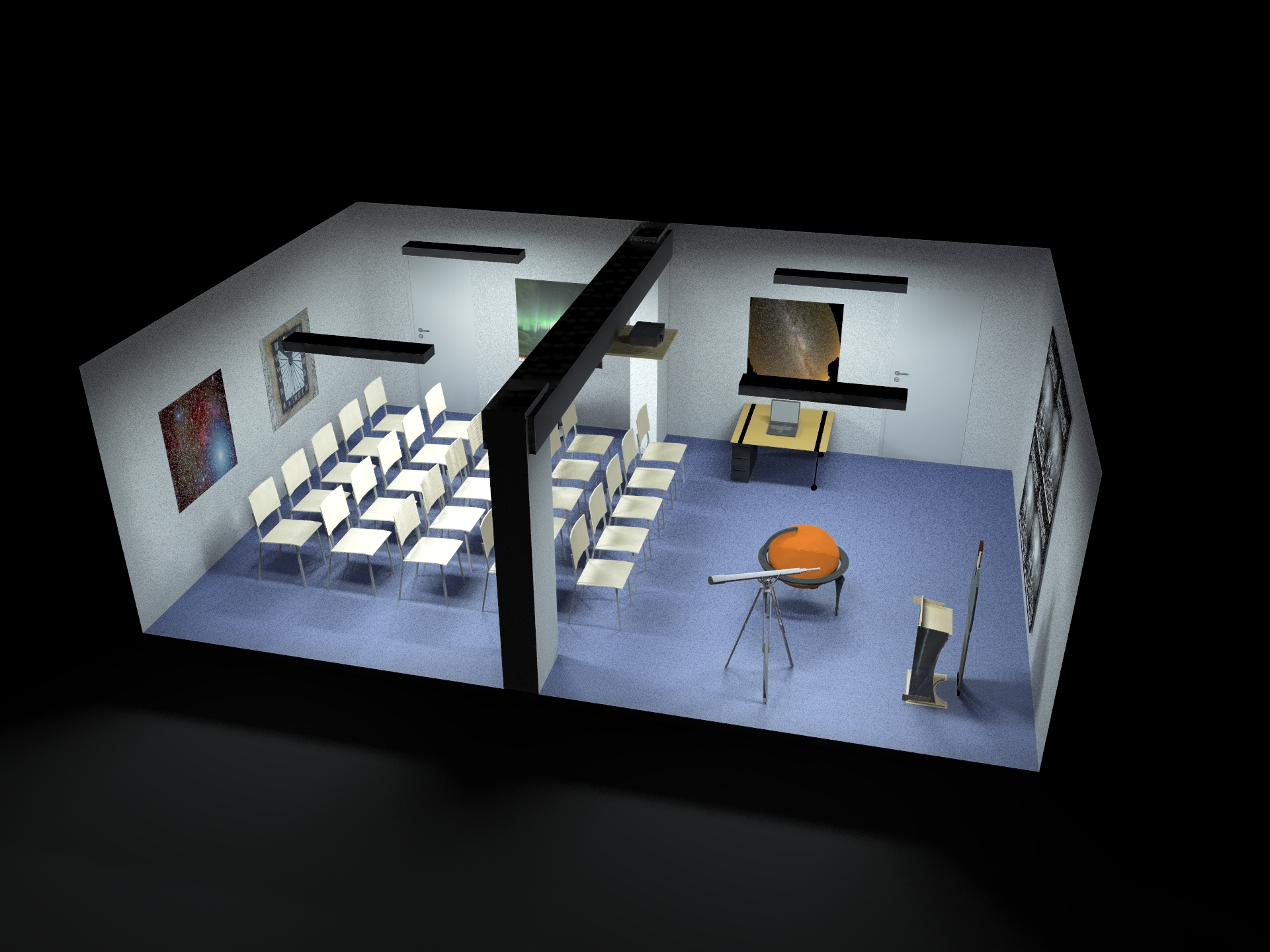
Mit DIALux erstelltes Beleuchtungsszenario (innen)
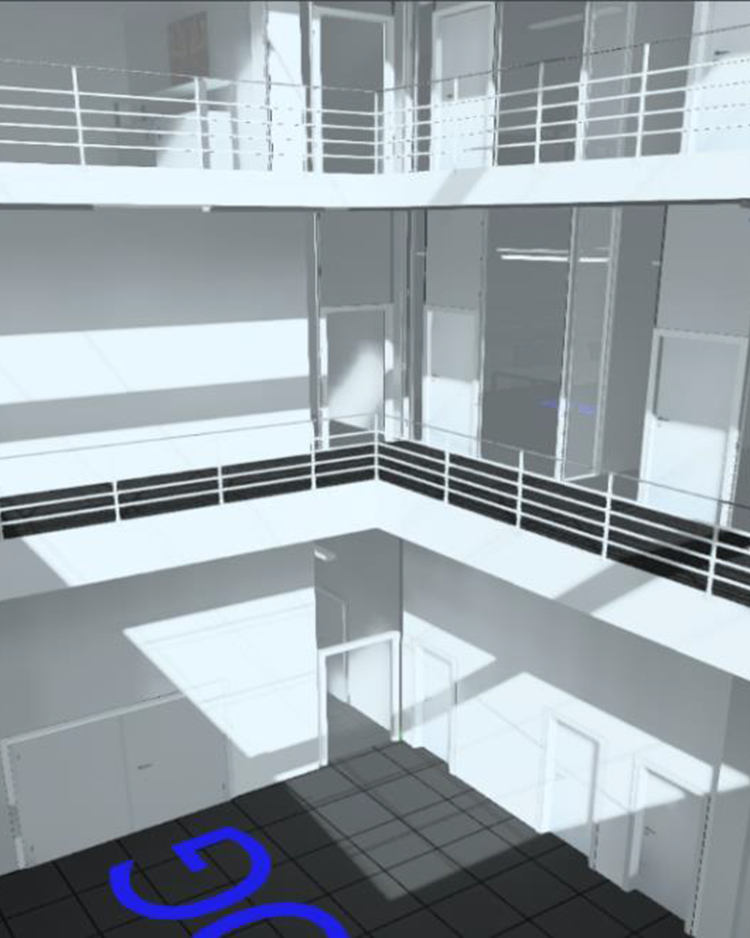
Visualisierung von Tageslicht mit DIALux Evo
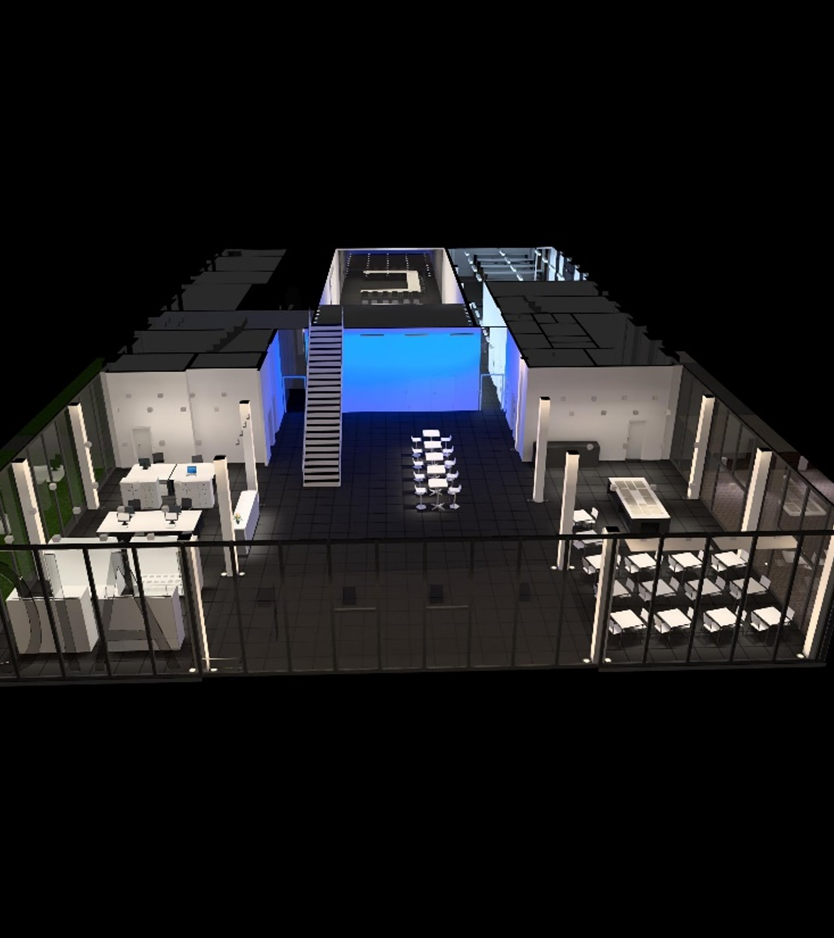
Planung ganzer Etagen und Gebäude. Visualisierung mit dem eingebauten Raytracer.

## Von DIALux Evo unterstützte regionale und internationale Standards
| Innenbereiche | Außenbereiche | Straßenbeleuchtung                    |
| --- | --- | ------------------------------------- |
| EN 12462-1:2021 EN 12464-1:2011 EN 15193:2008 EN 1838:2019 DIN V 18599:2007 CIE 97:2005 ASR A3.4 (2011) IESNA Lighting Handbook (10th Edition) JIEG-001 method II(2013)/III(2005) | EN 12464-2:2014 CIE 154:2003 GR nach CIE 112-1994 IESNA Lighting Handbook (10th Edition) JIEG-001 method II(2013)/III(2005) | EN 13201:2004 EN 13201:2015 ROVL 2011 |

## Fachliteratur und Schulungsunterlagen
- Hu Guojian Hao Luoxi: Comparison and Analysis of Lighting Calculation Software Dialux & Agi32, in: China Illuminating Engineering Journal 2005-03
- Sabrina Hoppstock: Softwaregestützte Lichtgestaltung und Wirtschaftlichkeitsanalyse eines Beleuchtungssystems am Fallbeispiel Welfenschloss Herzberg. Band 13 von Lehrstuhl für Kommunikationstechnik Hochschule Harz (FH). Cuvillier Verlag (120 Seiten, eingeschränkte Vorschau in der Google-Buchsuche).
- DIAL GmbH: free DIALux evo Basic course (englisch). (online).

## Belege
1. ↑  Marco Verardi: Energieeinsparmaßnahmen durch moderne Lichttechnik in Nichtwohngebäuden: Planung, Bilanzierung und Durchführung anhand eines praktischen Beispiels. Bedey Media, 2011, ISBN 978-3-8428-5401-7, S. 20 ff. (eingeschränkte Vorschau in der Google-Buchsuche).
2. ↑  Ekbert Hering, Rolf Martin: Optik für Ingenieure und Naturwissenschaftler: Grundlagen und Anwendungen. Carl Hanser Verlag, 2017, ISBN 978-3-446-44509-3, S. 443 ff. (eingeschränkte Vorschau in der Google-Buchsuche).
3. ↑  Melanie Eibl: Die Alte Pinakothek: Ein Museumsbau im Wandel der Zeit. Böhlau, 2016, S. 305 ff. (eingeschränkte Vorschau in der Google-Buchsuche).
4. ↑  Die Kaiserpfalz in neuem Licht. In: Webseite der Stadt Goslar. Stadt Goslar, Oktober 2017, abgerufen am 20. Oktober 2020.
5. ↑  Qualitative und quantitative tageslichttechnische Fassadenplanung für die Beratungspraxis. In: Fraunhofer-Institut für Bauphysik IBP Website. Fraunhofer IBP, Juli 2024 (fraunhofer.de).
6. ↑  Entwicklung von neuen Algorithmen – orientiert an Nutzerbedürfnissen und Standardisierung. In: Fraunhofer-Institut für Bauphysik IBP Website. Fraunhofer IBP, Juli 2024 (fraunhofer.de).

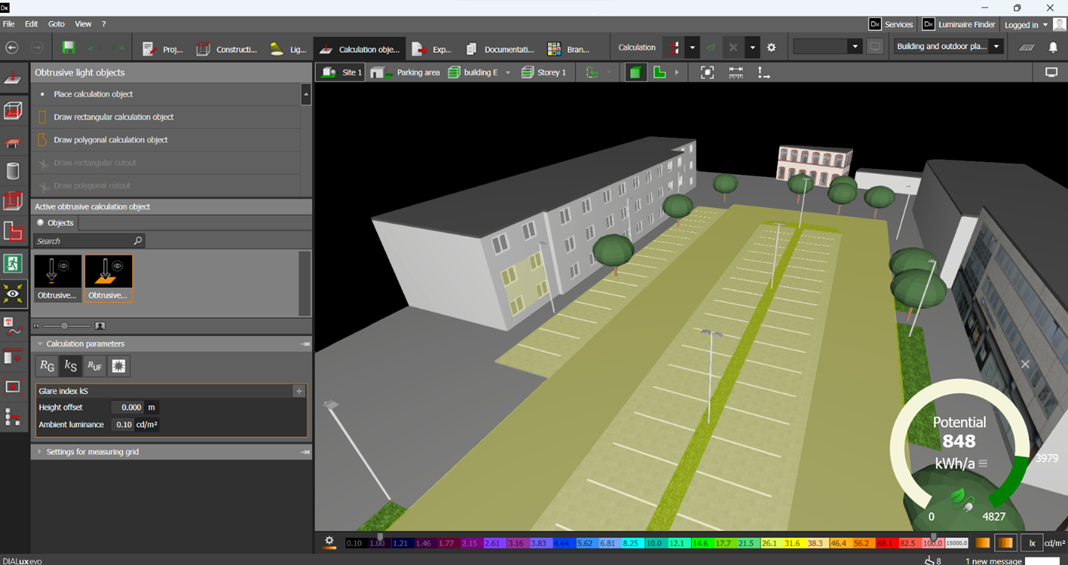
Außenszene in DIALux Evo
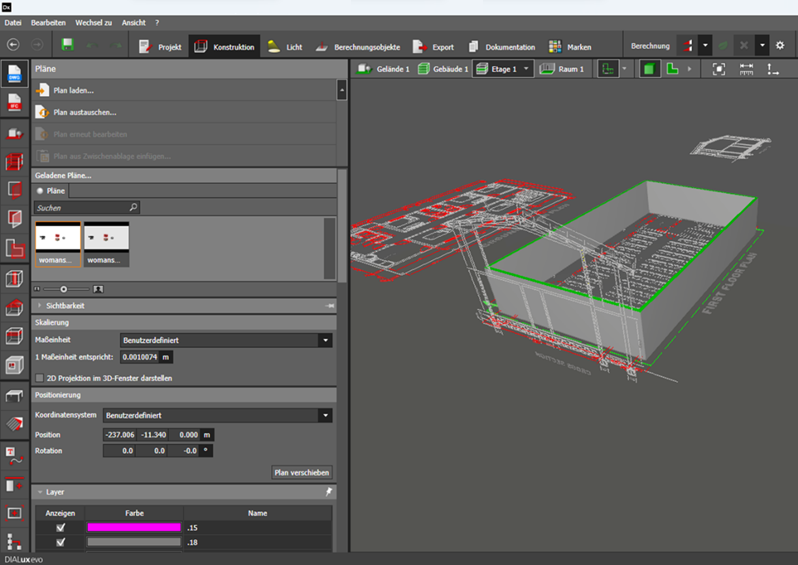
Konstruktion in DIALux Evo mittels DWG Plänen
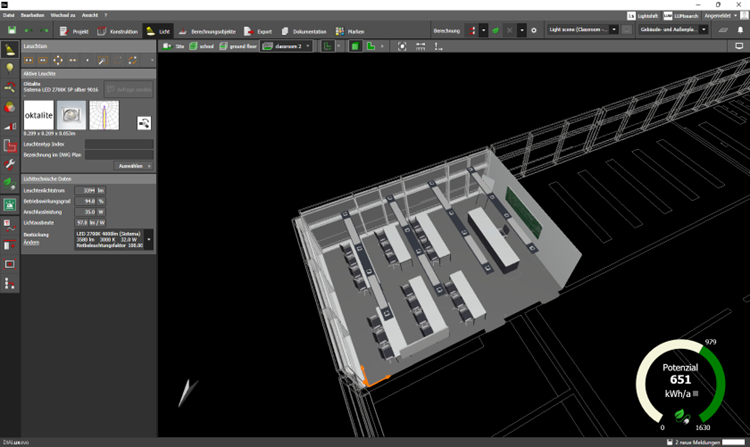
Lichtplanung am Beispiel von Klassenräumen
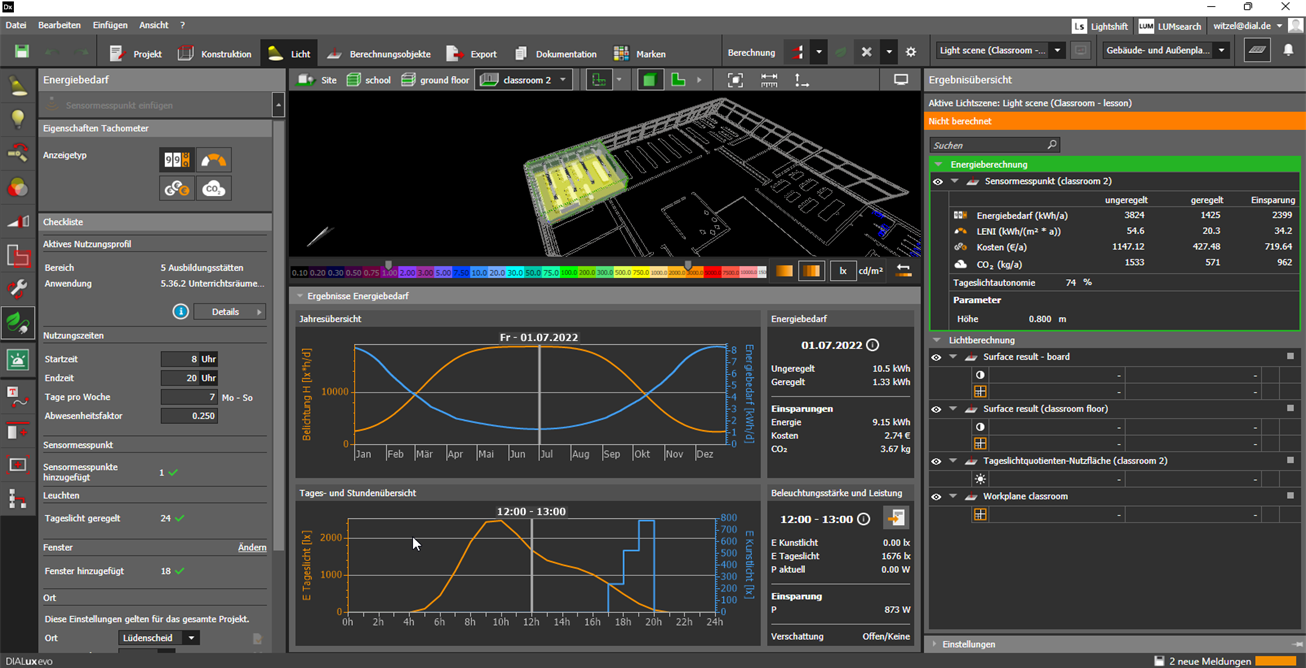
Energie-Bewertung und -Einsparung mittels Tageslicht